# Henry Jermyn, 1:e earl av Saint Albans

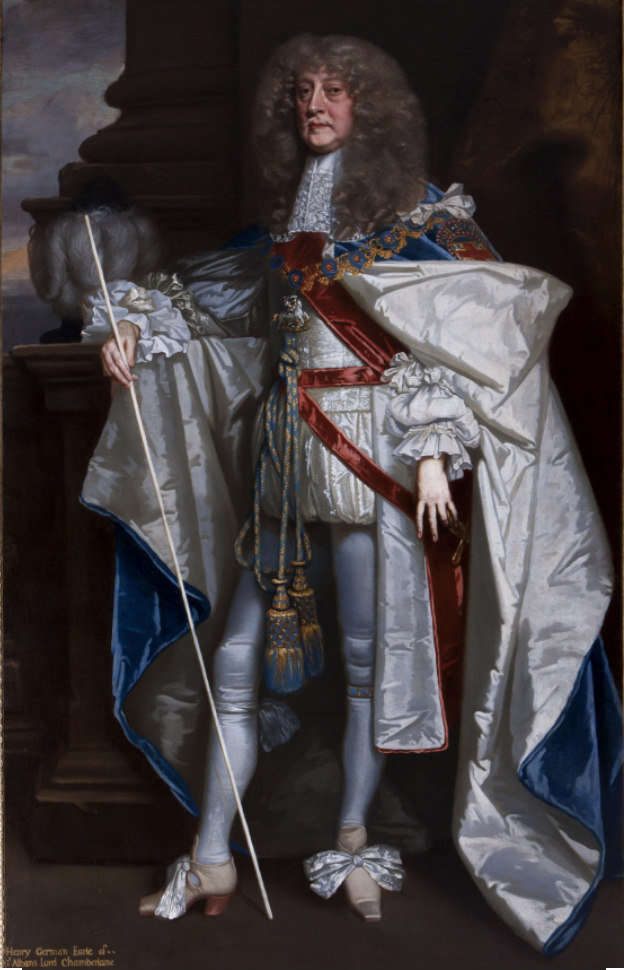
Henry Jermyn, 1:e earl av Saint Albans, målad av sir Peter Lely.

Henry Jermyn, 1:e earl av Saint Albans, född (döpt 25 mars) 1605, död i januari 1684, var en engelsk hovman och diplomat, son till sir Thomas Jermyn (död 1645), bror till Thomas Jermyn (död 1659), farbror till Thomas Jermyn, 2:e baron Jermyn och Henry Jermyn, 1:e baron Dover.
Jermyn blev 1628 kammarherre hos drottning Henriette Marie, var under inbördeskriget hennes sekreterare, följde henne 1644 till Frankrike och blev samma år guvernör över Jersey. Han tillrådde Kanalöarnas avträdande till Frankrike som pris för fransk hjälp åt Karl I i kriget, men motarbetades av Hyde och undanträngdes omkring 1652 från det inflytande han dittills utövat över Karl II.
Efter restaurationen blev Jermyn, som 1643 upphöjts till baron Jermyn, 1660 earl av Saint Albans och användes ett par gånger som utomordentligt sändebud till franska hovet, varvid han 1669 förberedde det året därpå avslutade fördraget i Dover. Ryktet att Henriette Marie under landsflykten i Frankrike ingått hemligt giftermål med Jermyn är fullständigt obestyrkt.